# Emirat de Sabya

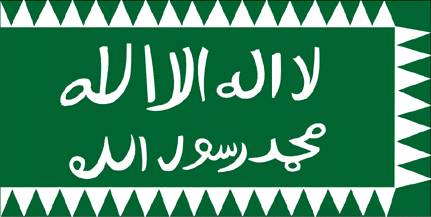
bandera en ús 1909-1927

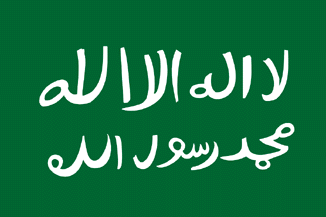
bandera 1927-1930, usada a la revolta de 1933-1934

L'emirat de Sabya fou un petit estat teocràtic-militar sorgit amb centre a Sabya a partir del 1830 i governat per la dinastia idríssida del Iemen. Sel's anomena del Iemen per oposició als idríssides del Magrib que van governar del 789 al 974 i on els idríssides del Iemen tenien també origen. Després del 1863 al seu territori se li dona el nom d'emirat del Baix Asir, nom convencional mai aplicat localment.

## Història

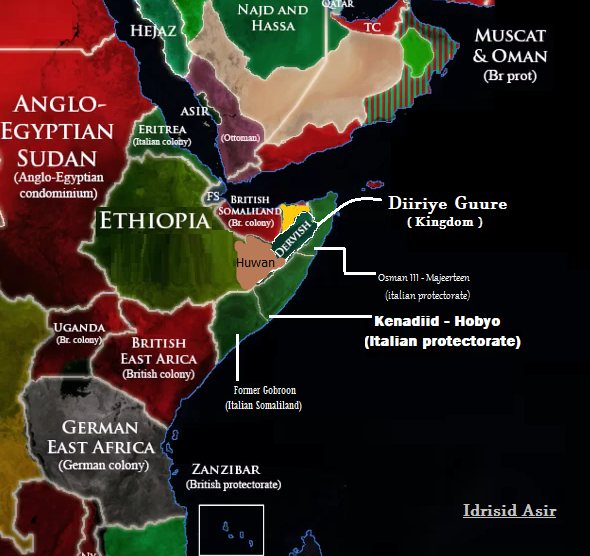

El seu origen es troba en el xarif i místic marroquí Ahmad ben Idris, que era deixeble d'Abd al-Aziz al-Dabbagh, fundador de l'orde dels Khadiriyya. Ell mateix va fundar una congregació religiosa a Asir, anomenada els Idrisiyya en la qual va iniciar el 1823 al que fou el fundador de l'orde dels Sanusiyya. Del 1830 al 1863 la dinastia va estar lligada al xerif d'Abu Arix però aquest va perdre el poder el 1863 davant l'ayídides (Banu Mughayd) de l'Alt Asir o Abha. No és clar si l'emir idríssida Muhammad I ibn Ahmad al-Idrisi al-Hasani, va tenir lligams amb els Ayídides (resultants de la nova posició d'aquests), va mantenir lligams amb els Khayràtides d'Abu Arix que van conservar el rerepaís, o va esdevenir independent.
El 1830 el xarif d'Abu Arix li va cedir la ciutat i comarca de Sabya. Ahmad va morir en aquesta ciutat el 1837, quan havia aconseguit establir una mena d'estat teocràtic-militar. El va succeir el seu fill Muhammad que va governar fins al 1889 o 1892 (segons les fonts), el qual després del 1871 fou un vassall (almenys nominal) de l'Imperi Otomà. A la seva mort el va succeir el seu fill Ali (I) ibn Muhammad ibn Ahmad al-Idrisi al-Hasani que el 1908 va agafar el títol de sultà i va morir el 1909 o 1910.
El va succeir el seu fill Sayyid Muhammad (II) ibn Ali al-Idrisi, de 33 anys, que va agafar el títol d'imam i emir; el 1910 es va revoltar i es va declarar independent dels otomans, i d'Abu Arix i de l'Alt Asir, i va conquerir Abha; el governador otomà Sulayman Xafik es va retirar i es van enviar socors des de la Meca, però quan van arribar el juny de 1911 van trobar que Sulayman ja havia reprès la ciutat (que va restar turca fins a l'armistici de 1918).
El 1915 Muhammad va entrar en la coalició àrab forjada pels britànics contra els otomans i va atacar altre cop Abha; en un acord amb els britànics del 1916 se li reconeixia la possessió (per ara nominal) de tot l'Asir, i al-Hudayda al Iemen; Muhammad va avançar cap al nord i va ocupar al-Qunfudhah a l'Hedjaz, territori del xerif haiximita de la Meca, vassall otomà, però fou aturat pel general turc Fakhri Paixà; fins al 1916 Abha va romandre assetjada sense poder ser presa. Un moviment dels otomans, entregant el poder local a l'antiga dinastia Ayídida, el va obligar a retirar-se a Sabya. Després del 1916 els ayídides o Banu Mughayd de l'Alt Asir (Abha) van ser admesos a Abha i van dominar una part dels seus territoris per compte dels otomans, territoris que no obstant eren reconeguts com a possessió dels idríssides pels aliats, mentre els aydídes van buscar el suport del xarif de Hedjaz. Els britànics van cedir a Muhammad el 1916 el port d'al-Hudayda al Iemen, que abans estava en possessió dels otomans. El 1917 Muhammad va bescanviar al-Qunfudhah per les illes Farasan amb el xarif de la Meca i Hedjaz.
Amb l'armistici de Mudros del 30 d'octubre del 1918 els otomans van evacuar Abha i la resta de l'Asir i el Iemen. El Ayídides van intentar conservar Abha i foren atacats pels idríssides que llavors també es van apoderar dels territoris que quedaven en mans dels otomans com Abu Arix i la resta de l'Asir; tanmateix al final de la guerra la cessió d'al-Hudayda fou confirmada per un plebiscit celebrat el 1919.
Els ayídides també van ser derrotats pels saudites en les campanyes de 1921 i 1922 la segona sota el comandament de Faysal ben Abd al-Aziz i els saudites van ocupar Abha; la bandera del aydídes, blanca amb inscripció àrab i mitja lluna al cantó (tot blau) va onejar a alguns llocs fins al 1923.
El 29 d'octubre de 1920 (15 de safar de 1339) Muhammad va signar un tractat d'aliança amb els saudites. El 1921, després de la no ratificació del tractat de Sevres per Turquia, els aliats li van reconèixer la possessió del port d'al-Hudayda. Va morir el 20 de març de 1923 i el va succeir el seu fill Sayyid Ali (II) ibn Muhammad al-Idrisi al-Hasani de 18 anys.
Al negar-se el nou emir a convocar el consell dinàstic, el seu oncle Sayyid Mustafa Idris es va revoltar a al-Hudayda (1924) però fou derrotat i va haver de fugir a Egipte. Ali va deixar llavors el poder en mans dels seus oncles materns, negres sudanesos, que eren analfabets, i entre els quals fou nomenat governador d'al-Hudayda Abdul Muttalim, avariciós i cruel, cosa que va provocar el descontentament general. Les tribus de la zona es van aliar a l'imam zaidita del Iemen, que va enviar al general Abdallah Al Wazir, el qual va conquerir la ciutat d'al-Hudayda l'abril de 1925, i també la regió de Medi.
Buscant l'abdicació d'Ali, el gran xeic sanusita Djemal Baja, que gaudia d'un gran prestigi, es va traslladar a Sabya (febrer del 1926). Alí va abandonar la ciutat i fou proclamat Sayyid Mirghani al-Idrisi com a regent del menor Sayyid al-Hasan ibn Ali al-Idrisi. Amb tota aquesta agitació les ambicions del Iemen van augmentar, però la tribu dels Banu Hummad va obtenir una important victòria sobre els iemenites a Medi. Per prevenir un contraatac iemenita els saudites van enviar tropes. Les illes Farasan foren venudes als britànics aquest any 1926. El 21 d'octubre de 1926 Mirghani va signar un tractat de protecció sobre l'Asir conegut com a Tractat de la Meca (amb les fronteres establertes pel tractat de 15 Safar 1339, obrint la qüestió d'al-Hudayda).
El 20 de novembre de 1930 la dinastia fou deposada i el país annexionat a la província saudita d'Hedjaz. El 1933 els iemenites van fomentar una revolta de les tribus favorables als idríssides el que va portar a l'ocupació saudita d'al-Hudayda el 1934. Finalment el tractat de pau de Taif de 20 de maig de 1934 va suposar que el 20 de novembre de 1934 es va retornar al-Hudayda al Iemen que va haver de reconèixer la possessió de l'Asir i la Tihama als saudites.

## Bandera
La bandera era verda amb aixada blanca, inicialment amb una vora decorativa de triangles blancs per tres costats (menys al pal) però aquesta va desaparèixer el 1927, quedant una bandera semblant a la d'Aràbia Saudita, fins a la seva abolició el 1930.